# Synodontis granulosus
Synodontis granulosus é uma espécie de peixe da família Mochokidae.
Pode ser encontrada nos seguintes países: Burundi, República Democrática do Congo, Tanzânia e Zâmbia.
Os seus habitats naturais são charcos e lagos de água doce, comumente entre uma profundidade de 20 e 40 metros.